# Mitsubishi F-1
El Mitsubishi F-1 es el primer avión de combate a reacción desarrollado en Japón, y fue el primer avión de combate en entrar en producción en fábricas japonesas desde el fin de la Segunda Guerra Mundial. El avión fue desarrollado conjuntamente por la Mitsubishi Heavy Industries y la Fuji Heavy Industries. A primera vista, el F-1 se parece al caza franco-británico SEPECAT Jaguar, pero el caza fue un desarrollo japonés totalmente independiente del avión europeo.

## Diseño y desarrollo
El F-1 evolucionó como un desarrollo para un caza de apoyo cercano a partir de la base creada con el entrenador supersónico Mitsubishi T-2 en 1972. Dos entrenadores T-2 de serie fueron destinados a servir de prototipos del nuevo aparato, al que se denominó inicialmente FS-T2-Kai. Para la creación del F-1, los ingenieros simplemente eliminaron el asiento posterior, usando el nuevo espacio para alojar sistemas avanzados de aviónica y nuevo equipo para la misión de apoyo. El F-1 también dispone del radar J/AWG-12, similar al que llevaban instalados los cazas F-4M Phantom de la Royal Air Force.
Los dos aviones modificados realizaron sus respectivos vuelos inaugurales en junio de 1975 y se sometieron a un año de evaluaciones de servicio emprendidas por el Ala de Pruebas Aéreas de la Fuerza Aérea de Autodefensa de Japón antes de que el modelo fuese autorizado para su puesta en producción, en 1976 con la denominación Mitsubishi F-1.
Básicamente similar en dimensiones y prestaciones al T-2, el F-1 tiene un peso máximo en despegue de 13 700 kg (30 203 libras) y su más sofisticado sistema de armas le capacita para emplear un variado armamento, como el cañón automático rotativo M61 Vulcan, cohetes y bombas.
El F-1 ha sido reemplazado lentamente por el Mitsubishi F-2, así como por los F-4EJ "Kai" Phantom II modernizados.

## Variantes y misiones
- FS-T2-Kai : Los primeros dos prototipos.
- Mitsubishi F-1 : Variante principal.
- Mitsubishi RT-2:Está variante de reconocimiento no pasó de la mesa de dibujo ya que la JASDF prefirió el RF-4EJ Phantom.

La misión principal de F-1 era el ataque marítimo, ya que el principal enemigo era la URSS y en caso de guerra se temía desembarcará en las islas del Norte. Su configuración normal era dos tanques de combustible y dos misiles antibuque ASM-1. Adicionalmente podían llevar dos misiles aire-aire AIM-9L Sidewinder en la punta de las alas, para autodefensa. El F-1 era el portador de los misiles ASM-1 y dependía de otras plataformas para que le indicaran los objetivos, dependiendo principalmente de la Japanese Maritime Self-Defense Force y sus aviones P-3C Orion, ya que el radar J/AWG-12 tenía un alcance demasiado limitado para ello.
Para ataque terrestre el F-1 podía emplear cohetes de 70 y 127 mm. Y bombas de racimo y convencionales. 
La carga de armamamento externo máxima era de 2.720 kg.. El F-1 también podía emplear las bombas guiadas por infrarrojos, un arma guiada japonesa con prestaciones parecidas a las bombas guiadas por laser pero que permitían el guiado autónomo contra blancos navales empleando las emisiones de calor de los objetivos como guia.
Japón no podía por ley emplear aviones de ataque que amenazarán a sus vecinos. Por ello su corta autonomía no era vista como un problema, de hecho el poder ser visto como una amenaza a países vecinos fue una de las razones que llevaron a Japón a no comprar el SEPECAT Jaguar y desarrollar el F-1/T-2. Era el único avión japonés de su época que podía realizar misiones de ataque al suelo o antibuque. El F-4EJ no contaba en aquel momento con los equipos, armamento o entrenamiento para ello. A su vez no estaba previsto que entablara combate aéreo, por lo que sus limitaciones en este aspecto importaban poco a los japoneses. A pesar de ello en caso de necesidad se contaba que pudieran apoyar a los F-15J y F-4EJ en misiones aire-aire.

## Características

### Características generales
- Tripulación: 1
- Longitud: 17,86 m (58,6 pies)
- Envergadura: 7,88 m (25,9 pies)
- Altura: 4,48 m (14,7 pies)
- Superficie alar: 21,2 m (69,6 pies)2
- Peso vacío: 6358 kg (14 017 libras)
- Peso máximo al despegue: 13 674 kg (30 146 libras)
- Planta motriz: 2× turbofanes Ishikawa-Harima TF40-801A.
  - Empuje normal: 22,8 kN de empuje cada uno.
  - Empuje con postquemador: 35,6 kN de empuje cada uno.

### Rendimiento
- Velocidad máxima operativa (Vno): 1700 km/h (1056 millas por hora)
- Radio de acción: 556 km (345 millas)
- Alcance en ferry: 2870 km (1783 millas)
- Techo de vuelo: 15 240 m (50 000 pies)
- Régimen de ascenso: 118 m (387 pies)/s
- Carga alar: 645 kg (1422 libras)/m²

### Armamento
- Cañones: 1× cañón rotativo M61A1 Vulcan de 6 cañones de 20 mm (0,8 pulgadas)
- Puntos de anclaje: 7 (2 en las puntas del ala, 4 subalares y 1 bajo el fuselaje) con una capacidad de 2720 kg (5997 libras), para cargar una combinación de:  
  - Bombas: 

    - Mk-82
    - M117
    - GCS-1 (versiones guiadas de las bombas Mk-82 y M117).

  - Cohetes: Puede llevar cohetes de fabricación tanto americana como japonesa: 

    - LAU-3A 70 mm (2,8 pulgadas)
    - RL-7 70 mm (2,8 pulgadas)
    - RL-4 125 mm (4,9 pulgadas)

  - Misiles: Puede llevar misiles de fabricación tanto americana como japonesa: 

    - 2 x AIM-9 Sidewinder
    - 2 x Mitsubishi AAM-1
    - 2 x Mitsubishi ASM-medio

### Aviónica
- Radar J/AWG-12

## Usuarios
- : Fuerza Aérea de Autodefensa de Japón